# Pastanaga
La pastanaga (del llatí pastināca), safanòria (de l’àrab isfanāríya), carrota (en darrer terme de l'antic grec καρῶτον, karôton) o carlota (Daucus carota subsp. Sativus) és una arrel comestible, generalment de color taronja, tot i que hi ha cultius de color porpra, negre, vermell, blanc i groc. Són una forma domesticada de la pastanaga salvatge, Daucus carota, originària d'Europa i el sud-oest d’Àsia. La planta probablement es va originar a Pèrsia i es va cultivar originalment per les seves fulles i llavors. La part més consumida de la planta és l'arrel mestra, tot i que també es mengen les tiges i les fulles. La pastanaga domèstica ha estat criada selectivament per la seva arrel molt més engrandida, més gustosa i amb menys textura llenyosa.
La pastanaga és una planta biennal de la família de les umbel·líferes, les apiàcies. Al principi, fa créixer una roseta de fulles mentre es construeix l'arrel ampliada. Les cultivars de creixement ràpid maduren al cap de tres mesos (90 dies) de la sembra de la llavor, mentre que els de cultiu més lent necessiten un mes més (120 dies). Les arrels contenen grans quantitats d'alfa i betacarotè i són una bona font de vitamina K i vitamina B6.
L'Organització de les Nacions Unides per a l'Agricultura i l’Alimentació (FAO) informa que la producció mundial de pastanagues i naps (aquestes plantes són combinades per la FAO) per al 2018 va ser de 40 milions de tones, amb un 45% del total mundial cultivat a la Xina. Les pastanagues s’utilitzen en moltes cuines, especialment en la preparació d’amanides, i les amanides de pastanaga són una tradició en moltes cuines regionals.

## Història

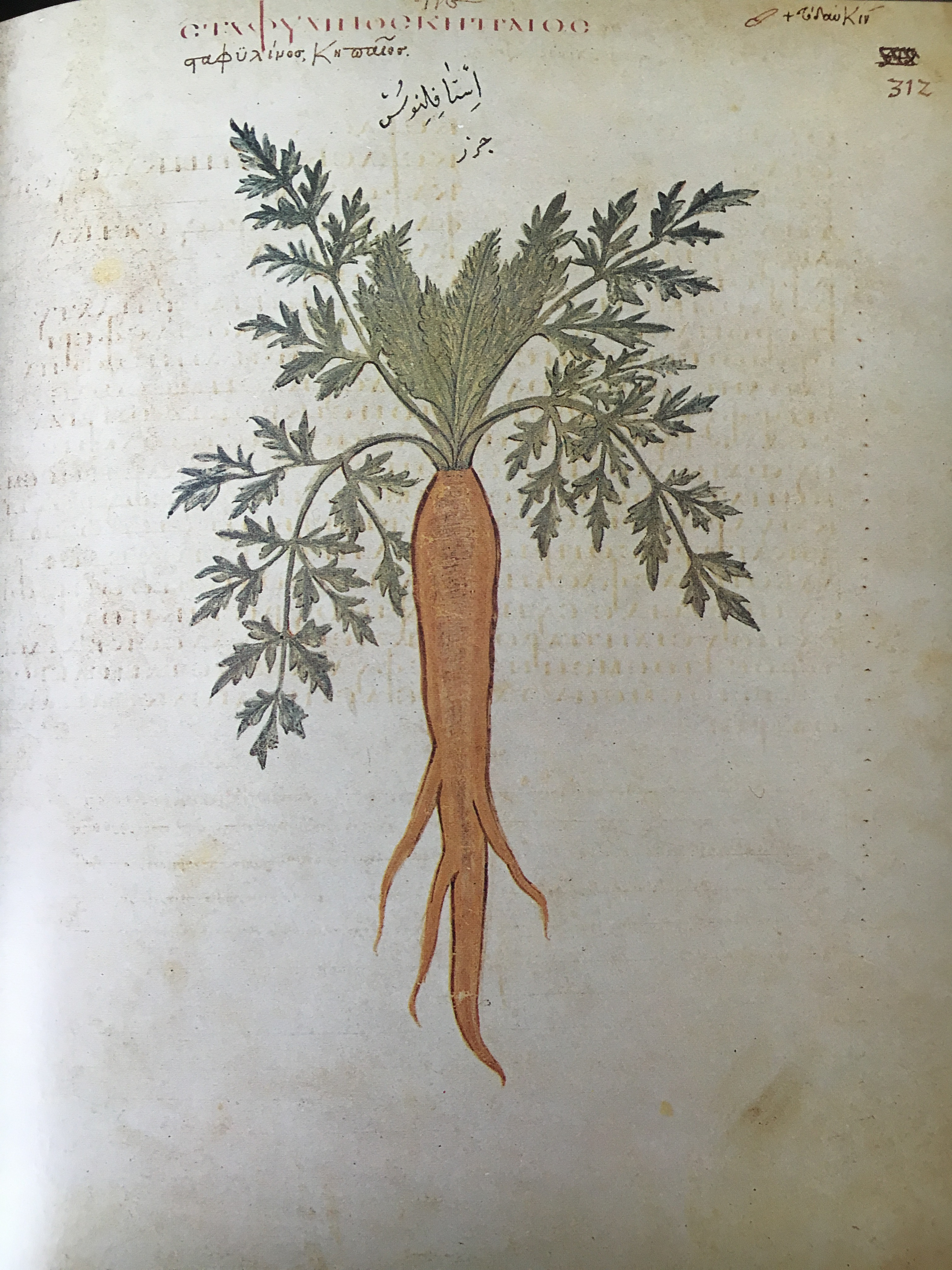
Una representació anomenada pastanaga de "jardí" del Còdex Juliana Anicia, una còpia de Constantinoble del de la farmacopea grega de Dioscòrides Pedaci del. A la pàgina següent s’indica que “l'arrel es pot cuinar i menjar”.

Tant la història escrita com els estudis genètics moleculars indiquen que la pastanaga domèstica té un únic origen a Àsia central. Els seus avantpassats salvatges es van originar probablement a Pèrsia (regions de les quals ara són Iran i Afganistan), que continua sent el centre de diversitat de la pastanaga salvatge Daucus carota. Una subespècie natural de la pastanaga salvatge es va criar de forma selectiva al llarg dels segles per reduir l'amargor, augmentar la dolçor i minimitzar el nucli llenyós; aquest procés va produir el familiar vegetal del jardí.
Quan es van cultivar per primera vegada, les pastanagues es conreaven per les seves fulles i llavors aromàtiques en lloc de les seves arrels. S’han trobat llavors de pastanaga a Suïssa i el sud d’Alemanya que es remunten al 2000–3000 aC. Alguns parents propers de la pastanaga encara es conreen per les seves fulles i llavors, com julivert, coriandre, fonoll, anís, anet i comí. El primer esment de l'arrel a les fonts clàssiques és del segle i; Els romans menjaven una verdura d'arrel anomenada pastinaca, que podria haver estat la pastanaga o la xirivia, molt relacionada. Més tard Carl Linnaeus va utilitzar la paraula pel gènere Pastinaca.
La planta es representa i es descriu a una còpia de Constantinoble del còdex romà oriental de Juliana Anicia del segle vi sobre la farmacopea d’herbes i medicaments del metge grec Dioscòrides Pedaci del segle I anomenat De Materia Medica. Es representen tres tipus diferents de pastanagues i el text diu que "l'arrel es pot cuinar i menjar".
La planta va ser introduïda a Espanya pels moriscs al segle viii. Al segle x, les arrels d'Àsia occidental, l'Índia i Europa eren de color porpra. La pastanaga moderna es va originar a l'Afganistan en aquesta època. L'erudit jueu del segle XI Simeó Set descriu les pastanagues vermelles i grogues, igual que l'agricultor àrab-andalús del segle xii Ibn al-Awwam. Les pastanagues cultivades van aparèixer a la Xina al segle xiv i al Japó al segle xviii.
Hi ha moltes referències que indiquen que els productors holandesos van crear pastanagues taronges al segle xvii per honrar la bandera holandesa de l’època i Guillem d’Orange. Altres autoritats argumenten que aquestes afirmacions no tenen proves convincents. Pastanagues modernes es descriuen en aquesta època per l'antiquari anglès John Aubrey (1626-1697): "Les pastanagues es van sembrar per primera vegada a Beckington de Somersetshire. Un home molt vell que hi havia [el 1668] va recordar la primera vegada que va portar aquí." Els colons europeus van introduir la pastanaga a l'Amèrica colonial al segle xvii.

## Descripció

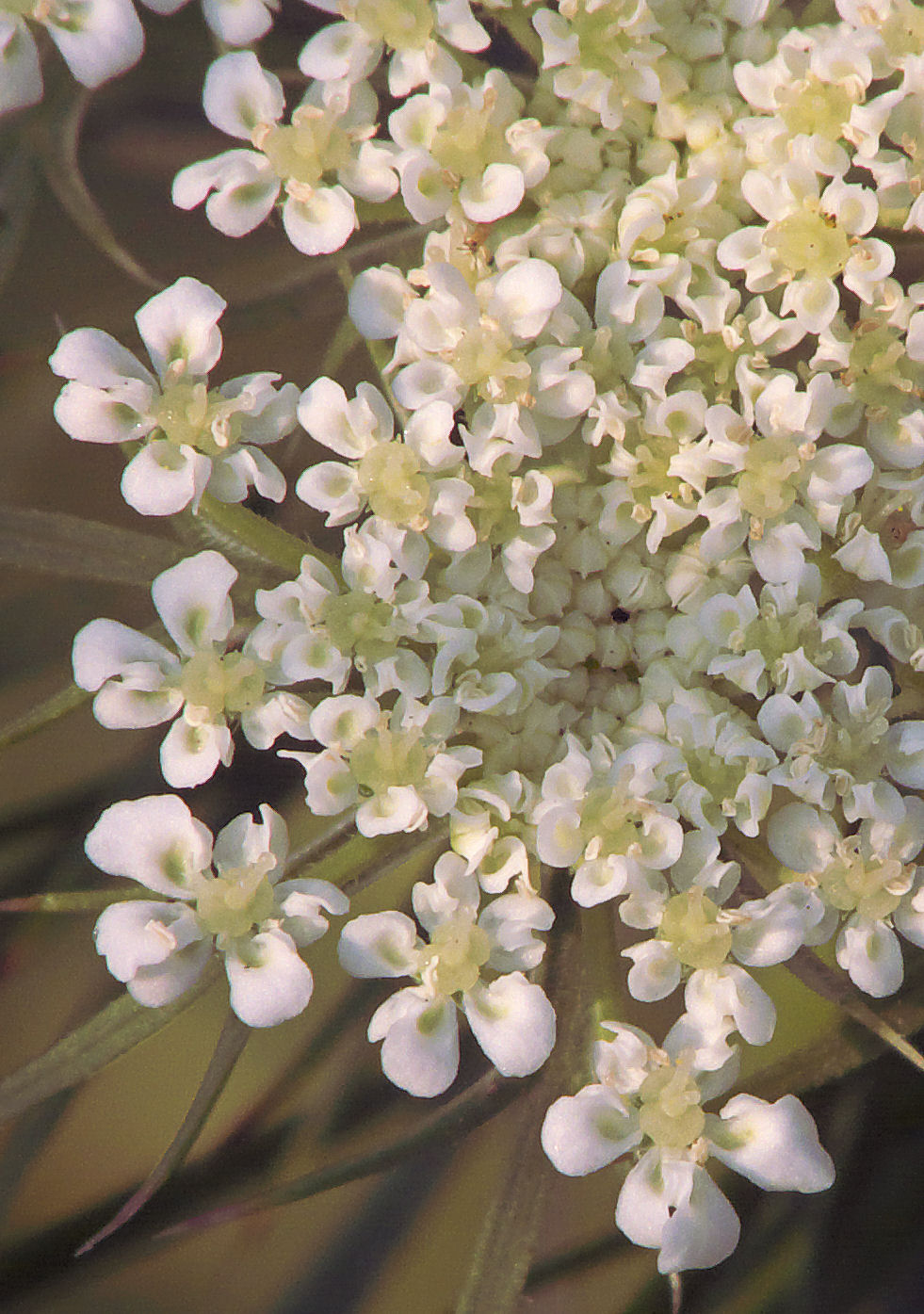
Les flors consten de cinc pètals, cinc estams i un calze sencer.

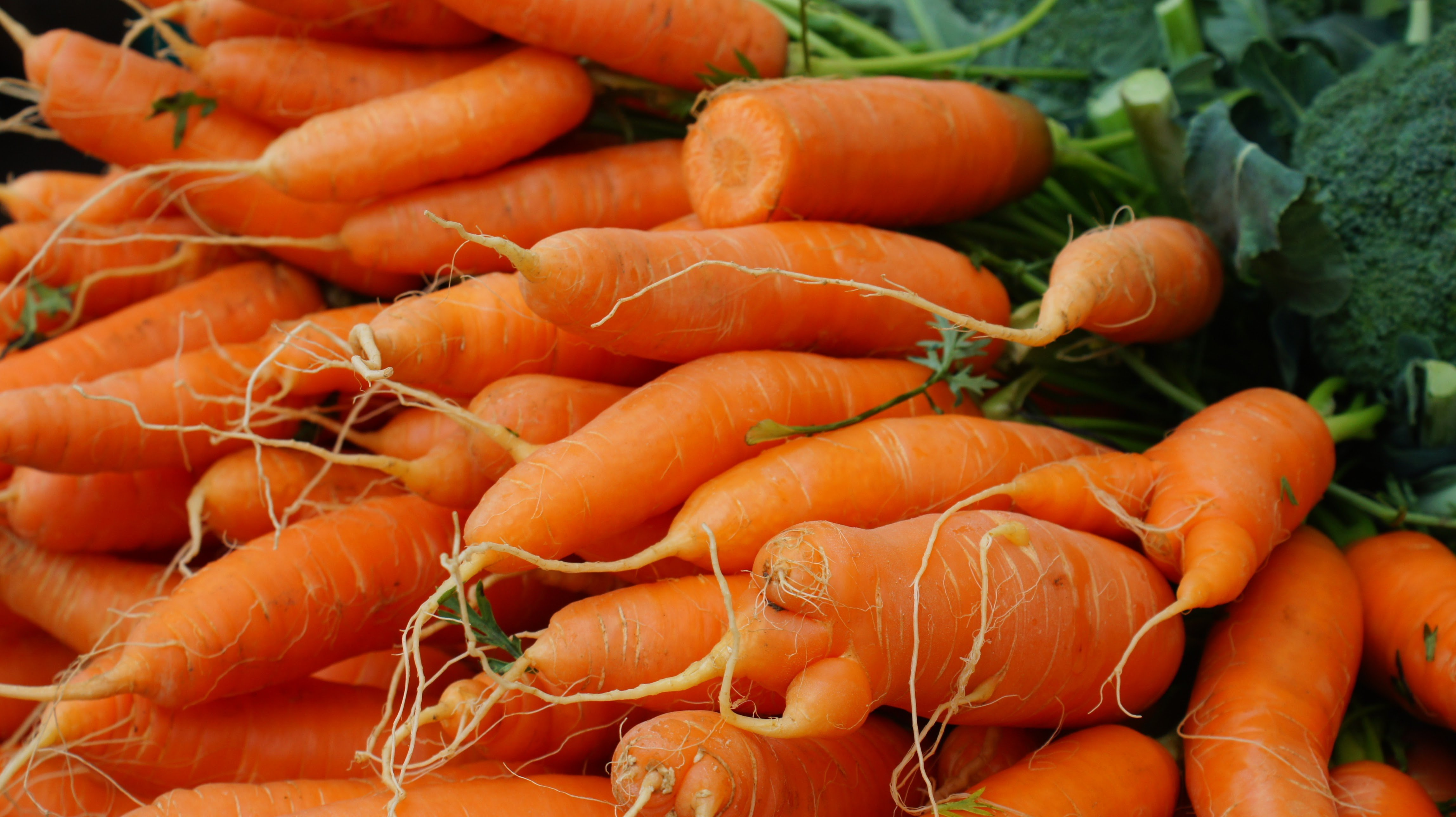
Pastanagues al mercat central de Ljubljana

Daucus carota és una planta biennal. El primer any, la seva roseta de fulles produeix grans quantitats de sucres, que s’emmagatzemen a la base per proporcionar energia perquè la planta floreixi el segon any.

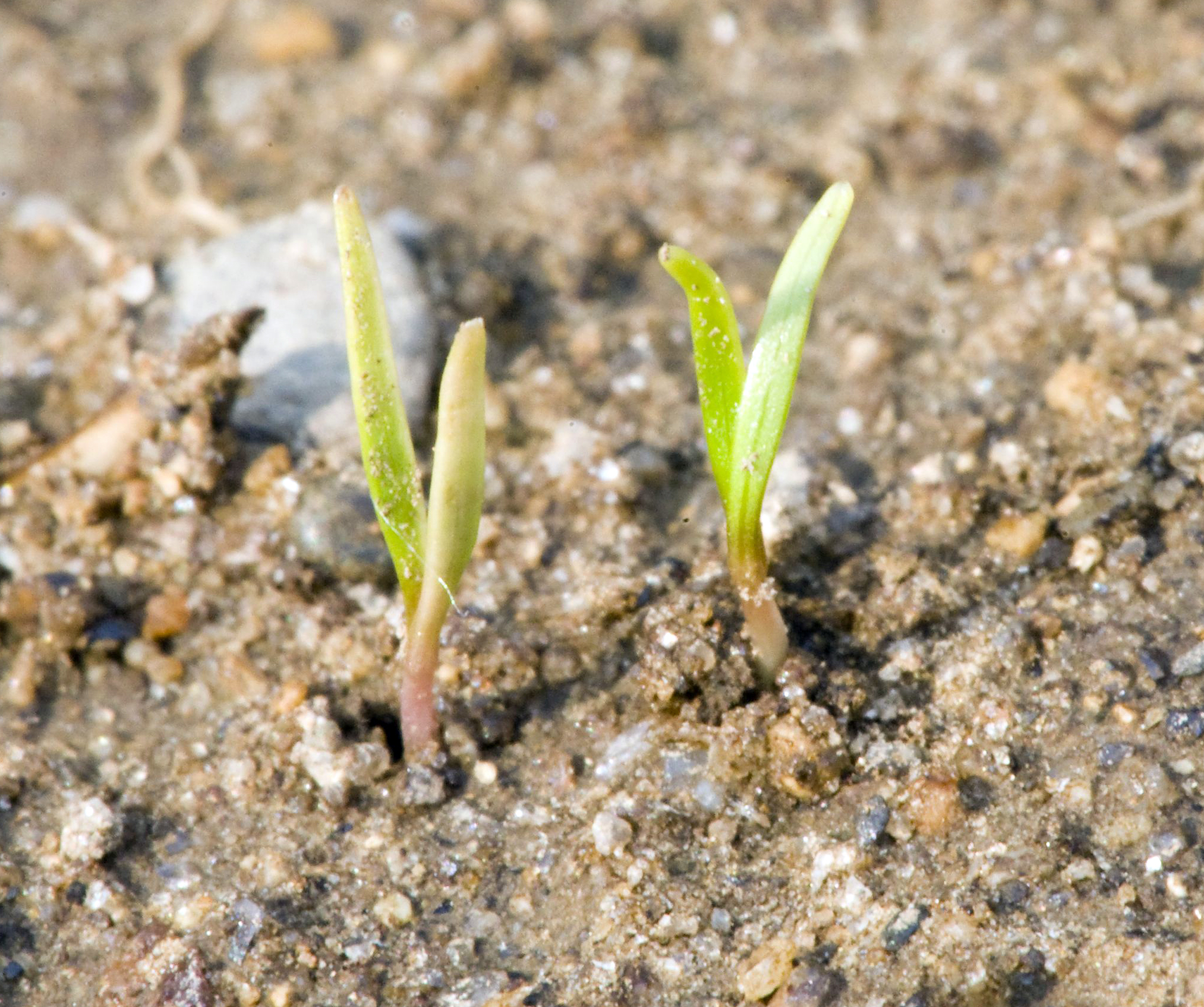
Plàntules poc després de la germinació

Poc després de la germinació, les plàntules de pastanaga mostren una distinció clara entre arrel tap i tija: la tija és més gruixuda i no té arrels laterals. A l'extrem superior de la tija hi ha la fulla de la llavor. La primera fulla apareix uns 10-15 dies després de la germinació. Les fulles subsegüents són alternatives (amb un sol full unit a un node), disposades en espiral, i de compost pinat, amb bases beines foliàcies la tija. A mesura que la planta creix, les bases de les fulles de la llavor, a prop de l'arrel, se separen. La tija, situada just per sobre del terra, està comprimida i els entrenusos no són diferents. Quan la tija de les llavors s’allarga per florir, la punta de la tija s’estreny i es fa punxeguda, i la tija s’estén cap amunt fins a convertir-se en una inflorescència molt ramificada fins a 60–200 cm (20–80 in) d'alt.
La major part de l'arrel principal es compon d'una escorça exterior (floema) i un nucli interior (xilema). Les pastanagues d’alta qualitat tenen una gran proporció de còrtex en comparació amb el nucli. Tot i que no és possible una pastanaga completament lliure de xilema, alguns cultivars tenen nuclis petits i profundament pigmentats; pot semblar que l'arrel no té un nucli quan el color de l'escorça i el nucli tenen una intensitat similar. Les arrels són típicament llargues i còniques, tot i que hi ha cultivars cilíndrics i gairebé esfèrics. El diàmetre de l'arrel pot variar des d'1 cm (0.39 in) fins a un màxim de 10 cm (4 in) a la part més ampla. La longitud de l'arrel oscil·la entre 5 a 50 cm (2 a 20 in), tot i que la majoria tenen entre 10 i 25 cm (4 i 10 in).
 
El desenvolupament de les flors comença quan el meristema pla canvia de produir fulles a un meristema cònic elevat i capaç de produir allargament de la tija i la inflorescència, que és una umbel·la composta i cada umbel·la conté diverses umbel·les més petites (umbel·les). La primera umbel·la (primària) es produeix al final de la tija floral principal; les umbel·les secundàries més petites creixen a partir de la branca principal, i aquestes es ramifiquen cap a la tercera, la quarta i fins i tot la floració posterior.
Una umbel·la primària gran pot contenir fins a 50 umbel·les, cadascuna de les quals pot tenir fins a 50 flors; les umbel·les posteriors tenen menys flors. Les flors individuals són petites i blanques, de vegades amb un to verd clar o groc. Consten de cinc pètals, cinc estams i un calze sencer. Els estams solen dividir -se i caure abans que l’ estigma es mostri receptiu per rebre pol·len. Els estams de les flors marrons, masculines i estèrils degeneren i es redueixen abans que la flor s’obri completament. En l'altre tipus de flor estèril masculina, els estams són substituïts per pètals i aquests no cauen. A la superfície superior dels carpels hi ha un disc que conté nèctar.
Les flors canvien de sexe en el seu desenvolupament, de manera que els estams alliberen el seu pol·len abans que l'estigma de la mateixa flor sigui receptiu. La disposició és centrípeta, és a dir, les flors més antigues estan a prop de la vora i les flors més joves al centre. Les flors solen obrir-se primer a la vora exterior de la umbel·la primària, seguides aproximadament una setmana més tard a les umbel·les secundàries i, a continuació, en setmanes posteriors en umbel·les d’ordre superior.
El període de floració habitual de les umbel·les individuals és de 7 a 10 dies, de manera que una planta pot estar en procés de floració durant 30-50 dies. Les diverses umbel·les i nectaris florals atrauen insectes pol·linitzadors. Després de la fecundació i a mesura que es desenvolupen les llavors, les umbel·les exteriors d’una umbel·la s’inclouen cap a l’interior, fent que la forma de la umbel·la canviï de lleugerament convexa o força plana a còncava, i en copejar-la s’assembla al niu d’un ocell.
El fruit que es desenvolupa és un esquizocarp format per dos mericarps; cada mericarpi és una veritable llavor. Els mericarps aparellats se separen fàcilment quan estan secs. La separació prematura (trencament) abans de la collita no és desitjable, ja que pot provocar la pèrdua de llavors. Les llavors madures s’aplanen al costat comissural que donava al septe de l'ovari. El costat aplanat té cinc costelles longitudinals. Els pèls que sobresurten d’algunes costelles se solen eliminar per abrasió durant el fresat i la neteja. Les llavors també contenen conductes i canals d’oli. Les llavors varien una mica de mida, des de menys de 500 fins a més de 1000 llavors per gram.
La pastanaga és una espècie diploide amb nou cromosomes de longitud uniforme relativament curta (2 n = 18). S'estima que la mida del genoma és de 473 mega parells de bases, que és quatre vegades més gran que Arabidopsis thaliana, una cinquena part del genoma del blat de moro i aproximadament la mateixa mida que el genoma de l'arròs.

## Consum
Les pastanagues es poden menjar de diverses maneres. Només el 3% del β-carotè de les pastanagues crues s’allibera durant la digestió: es pot millorar fins al 39% fent pasta, cuinant i afegint oli de cuina. Com a alternativa, es poden trossejar i bullir, fregir o cuinar al vapor i cuinar en sopes i guisats, així com en aliments per a nadons i mascotes. Un plat conegut és la pastanaga juliana. Juntament amb la ceba i l'api, les pastanagues són una de les verdures principals que s’utilitzen en una bresa per fer diversos brous.
Les fulles verdes són comestibles com a fulla vegetal, però poques vegades són menjats pels humans; algunes fonts suggereixen que contenen alcaloides tòxics. Quan s’utilitzen amb aquest propòsit, es cullen joves en plantacions d’alta densitat, abans d’un desenvolupament significatiu de les arrels, i s’utilitzen típicament sofregits o en amanides. Algunes persones són al·lèrgiques a les pastanagues. En un estudi del 2010 sobre la prevalença d'al·lèrgies alimentàries a Europa, el 3,6 per cent dels adults joves va mostrar un cert grau de sensibilitat a les pastanagues. Com que l'al·lergen principal a la pastanaga, la proteïna Dauc c 1.0104, és de reactivitat creuada amb homòlegs en el pol·len de bedoll (Bet v 1) i el pol·len d’armó (Art v 1), la majoria dels al·lèrgics a la pastanaga també són al·lèrgics al pol·len d’aquestes plantes.
A l'Índia les pastanagues s’utilitzen de diverses maneres, com en amanides o com a verdures afegides a plats picants d’arròs o dal. Una variant popular al nord de l’Índia són les postres de pastanaga Gajar Ka Halwa, que té pastanagues ratllades i cuites en llet fins que tota la barreja sigui sòlida, després de la qual s’afegeixen nous i mantega. Les amanides de pastanaga se solen fer amb pastanagues ratllades amb un condiment de llavors de mostassa i bitxos verds escollits amb oli calent. Les pastanagues també es poden tallar en tires fines i afegir-les a l'arròs, poden formar part d’un plat de verdures rostides barrejades o es poden barrejar amb tamarinde per fer xutney.
Des de finals dels anys vuitanta, les pastanagues o mini-pastanagues (pastanagues que s’han pelat i tallat en cilindres uniformes) han estat un popular aperitiu preparat per menjar disponible a molts supermercats. Les pastanagues es fan puré i s’utilitzen com a aliment per a nadons, es deshidraten per fer patates fregides, flocs i pols, i es tallen primament i es fregeixen, com les patates fregides.
La dolçor de les pastanagues permet utilitzar la verdura en alguns menjars de manera semblant a la fruita. Les pastanagues ratllades s’utilitzen en pastissos de pastanaga. Les pastanagues també es poden utilitzar soles o barrejades amb fruites en melmelades i conserves. El suc de pastanaga també es comercialitza àmpliament, especialment com a beguda saludable, independent o combinada amb sucs extrets de fruites i altres verdures.
Un consum altament excessiu durant un període pot provocar carotenèmia, una decoloració groc-taronja de la pell causada per una acumulació de carotenoides.

### Nutrició
Les pastanagues crues són un 88% d’aigua, un 9% d'hidrats de carboni, un 0,9% de proteïnes, un 2,8% de fibra dietètica, un 1% de cendres i un 0,2% de greixos. La fibra dietètica de pastanaga comprèn principalment cel·lulosa, amb proporcions menors d'hemicel·lulosa, lignina i midó. Els sucres lliures de la pastanaga inclouen sacarosa, glucosa i fructosa.
La pastanaga obté el seu característic color taronja brillant a partir del β-carotè i una quantitat menor d’ α-carotè, γ-carotè, luteïna i zeaxantina. α- i β-carotens es metabolitzen parcialment en vitamina A, proporcionant més del 100% del valor diari (DV) per 100 g de porció de pastanaga. Les pastanagues també són una bona font de vitamina K (13% DV) i vitamina B6 (11% DV), però d’altra banda tenen un contingut modest d'altres nutrients essencials.

### Visió nocturna
El beta-carotè de provitamina A de les pastanagues en realitat no ajuda les persones a veure a les fosques tret que pateixin deficiència de vitamina A. Aquest mite va ser la propaganda que va fer servir la Royal Air Force durant la Segona Guerra Mundial per explicar per què els seus pilots havien millorat l’èxit durant les batalles aèries nocturnes, però en realitat es va utilitzar per dissimular els avenços en tecnologia radar i l’ús de llums vermelles als quadres d’instruments.
El públic britànic durant la Segona Guerra Mundial generalment creia que menjar pastanagues els ajudaria a veure millor a la nit i el 1942 hi va haver un excedent de 100.000 tones de pastanagues de la producció addicional.